# Maren Sell
Maren Sell (* 2. Februar 1945 in Flensburg) ist eine deutsche Journalistin, Schriftstellerin und Verlegerin. Sie lebt seit den 1960er Jahren in Paris.

## Leben
Maren Sell wurde am 2. Februar 1945 als Tochter eines Ingenieurs in Flensburg geboren. Sie studierte Germanistik und Romanistik an der Albert-Ludwigs-Universität Freiburg. Während ihrer linguistischen Studien war sie Mitglied des Sozialistischen Deutschen Studentenbundes (SDS). Nach einer Begegnung mit dem Aktivisten Jean-Marcel Bouguereau 1968 ging sie nach Paris. In Frankreich traf sie u. a. auf Guy Hocquenghem und Henri Weber. Später war sie als freie Journalistin und Übersetzerin tätig. Sie wurde Mitglied der maoistischen Partei Gauche prolétarienne (GP), die sich im Zuge des Pariser Mais gründete. Von 1972 bis 1974 war sie dann Frauenredakteurin bei der linksliberalen französischen Tageszeitung Libération. Außerdem war sie in der Frauenbefreiungsbewegung (FFB) aktiv.
1986 gründete sie den Verlag Maren Sell Editeurs, wo Autoren wie Yann Andréa, Stéphane Zagdanski and Anouar Benmalek veröffentlichen. Autobiographien erschienen u. a. über Ari Boulogne, Christine Deviers-Joncour, Régine und Loana. Für ihr Programm Dialog 1992 lud sie Günter Grass und Françoise Giroud ein. 2004 wurde der Verlag von der Libella-Gruppe übernommen, die das Verlagsprogramm 2007 auflöste.
Maren Sell lebt und arbeitet im Quartier Latin in Paris. Sie ist verheiratet und Mutter von drei Kindern. 2012 gehörte sie zum Gründungskomitee des Kulturpreises Prix Mychkine der Staatlichen Hochschule für Gestaltung Karlsruhe.

## Schriften (Auswahl)

### Autorin
- zus. mit Katharina von Bülow und Renate Reismann: Emigrantinnen heute. Frauen verlassen die BRD. Trikont, München 1980, ISBN 3-88167-051-3.
- Der letzte Liebhaber: Roman. Ullstein, Berlin 1999, ISBN 3-548-24442-4.

### Übersetzerin
- Gauche prolétarienne: Volkskrieg in Frankreich? Strategie und Taktik der proletarischen Linken, Wagenbach: Berlin o. J. [1972], ISBN 3803110343.
- zus. mit Jürgen Hoch: Roland Barthes: Sade. Fourier. Loyola (= Suhrkamp-Taschenbuch Wissenschaft, 585). Suhrkamp, Frankfurt am Main 1986, ISBN 3-518-28185-2.

### Gespräche
- Daniel Cohn-Bendit: Der grosse Basar. Gespräche mit Michel Lévy, Jean-Marc Salmon, Maren Sell. 1. Auflage. Trikont-Verlag, München 1975, ISBN 3-920385-82-9 (französisch: Le Grand Bazar. Übersetzt von Thomas Hartmann).